# Shop At Home
Shop at Home Network（較耳熟能詳的是Shop at Home, Shop At Home TV, SATH or SAH）是Jewelry Television在美國所擁有的一家電視網路。
在2006年被Jewelry Television併購之前。是由The E.W. Scripps Company所擁有並經營的（2002年－2006年），當SAH在6月21日暫時歇業時，將其主要業務專注於家庭電視購物節目上，與其名相互輝映。
在Scripps的經營期間~其中很多節目是跟Scripps擁有的其它頻道一起製作的（像是Food Network）。

## 歷史
起初，SAH是一家位於田納西州紐波特的小型電視購物網。一開始他們模仿其他較大的競爭者：QVC和。
無論如何，1989年起SAH率先開辦販賣一些具紀念性貨幣類收藏品。
1990年代，的成功使SAH能在節目中銷售更多種類的收藏品，這使得SAH有了極佳的市場區隔。
大部份的購物廣播網像QVC或HSN，其主要目標顧客大都為貴婦階級的聽眾；而當SAH創造出獨特的收藏品主題節目時，則新引了大部份男性聽眾的目光。
在1990年－2000年初期受歡迎的節目也包括特殊刀類（The Knife Collector's Show）以及賣運動用品收藏。SAH也關注時代流行的收藏品像是：泰迪熊、神奇寶貝之類等。
2000年，SAH發覺他們所賣的東西逐漸退流行且其舊型管理模式也被新的所取代。新的管理模式使SAH轉變為更傳統的購物頻道形式。其結果是，用許多更有特色的主持人汰換掉許多過時的，像是Paula Deen and Emeril Lagasse（節目依然保留了下來並且持續賺錢。）
在SAH暫時歇業前，一天不只營運24HR，還在廣播上播放自己的錄音節目。

## 第一次停業
E.W. Scripps在2006年6月21日結束了SAH的營運。這被引用來比喻跟其他更大的對手，像QVC & HSN競爭是多麼困難。
SAH在2006年5月22日開始了他們的跳樓大拍賣，在那段期間，他們將一般商品以極低的折扣賣出，甚至一些從未上架過的也是。
比較特別的是此拍賣會必須要有信用卡。
拍賣會在2006年6月2日結束。一個禮拜後，在6月9日時又舉辦了一場”最後機會”大拍賣，直到SAH結束營運。
SAH的員工則得到額外兩個禮拜的薪水——遣散費，並且，如果他們一直待到SAH關門的話，更會有三個月例如保險分紅之類的利益。

## 復出
在SAH接近結束營業的前幾天，Jewelry Television宣布收購其部份資產且依照合約保留100個在納什维爾的不特定工作機會。
Scripps總結了其綜合資產，大約美金1,700萬，並且要求Jewelry Television承擔下現存的電視纜線和衛星輸送合約。
2006年6月23日，SAH以有限的營業時間重回廣播網，再一次的專攻各類收藏品的銷售，並且大肆買賣可收藏的黃金製品、銀製品和稀有硬幣。另外像Tag Heuer & Bulov品牌的流行名錶、特殊小刀及親筆簽名的運動紀念品也在他們的業務範圍內。預定的營業時間是美東時間晚間十點到隔日早上八點。，Elliot Smith等人也都被聘回主持。
2006年9月11日，SAH重新調整營運時間到24HR，並販賣與先前一樣多的產品。

## 第二次停業
2008年1月8日，SAH宣布其廣播網將在2008年3月7日永久停業。這又被拿來當作與QVC、HSN和ShopNBC競爭的借鏡。
在SAH第二次停業之前，許多主持老將都在為期整個2月的“團聚之月”回到節目中來。
有兩個節目在別的電視網重獲新生，分別是和。它們將移至Jewelry Television繼續播出。而Robert Chambers將會到ShopNBC主持一個類似The Coin Vault的節目。
SAH在2008年3月8日退出傳播界，而他那賣貨幣、小刀、運動用品和名錶的網站依然買氣熱絡。

## 外部連結
- 新的SAH網站（貨幣、運動用品、特殊刀類）
- JTVWatches.com（页面存档备份，存于）（取代原有的SAH網站）